# Pheosia murina
Pheosia murina är en fjärilsart som beskrevs av Bang-haas 1937. Pheosia murina ingår i släktet Pheosia och familjen tandspinnare. Inga underarter finns listade i Catalogue of Life.